# Método alusivo
El Método alusivo es el método que intenta motivar el aprendizaje del alumno a partir de los intereses inmediatos que este manifiesta. Constituye una reacción contra los métodos tradicionales y tiene su fundamento en el juego y la diversión.

## Características
No renuncia a la memorización, pero la sitúa detrás   de la comprensión. Confía en la capacidad de autocorrección infantil y en el afán de la superación. Sus postulados son fundamentalmente que la enseñanza prematura de algunos contenidos tiende a perturbar el desarrollo armónico de la personalidad, y que la excesiva precisión de algunos conceptos puede originar inhibiciones.